# Edvard Limonov
Eduard Benjaminovič Savenko (rusko Эдуард Вениаминович Савенко, bolj znan pod psevdonimom Eduard Limonov, ruski pisatelj, pesnik in politik, * 22. februar 1943, Dzeržinsk, † 17. marec 2020, Moskva.
Kot pisatelj je bil postmodernist. »Limonov« je psevdonim, ki ga je izmislil karikaturist Vagrič Bahčanjan.
Leta 1974 je odšel iz države, leta 1991 pa se je vrnil in se pričel udejstvovati politično. Bil je ustanovitelj prepovedane opozicijske stranke Nacionalna boljševistična stranka in kot Putinov nasprotnik eden od voditeljev koalicije »Druga Rusija«. Je avtor popularnih opozicijskih projektov, kot so Druga Rusija, Marš odpadnikov, Nacionalni zbor in Strategija-31. Dve leti je bil zaprt.
Med vojnami v nekdanji Jugoslaviji je podprl Srbijo; leta 1992 je odpotoval do prvih bojnih črt s Karadžićem in bil deležen številnih kritik, ko je prišel v javnost posnetek, na katerem naj bi z mitraljezom oz. protiletalskim topom streljal proti obleganemu Sarajevu.
Med leti 1987 in 2011 je bil državljan Francije, nato pa se je odpovedal francoskemu državljanstvu zaradi kandidature na predsedniškeh volitvah v letu 2012. 